# 卡利奇哈帕尔
卡利奇哈帕尔（Kali Chhapar），是印度中央邦Chhindwara县的一个城镇。总人口10692（2001年）。

## 人口
该地2001年总人口10692人，其中男性5567人，女性5125人；0—6岁人口1148人，其中男576人，女572人；识字率68.84%，其中男性为76.72%，女性为60.27%。